# Amplificador óptico

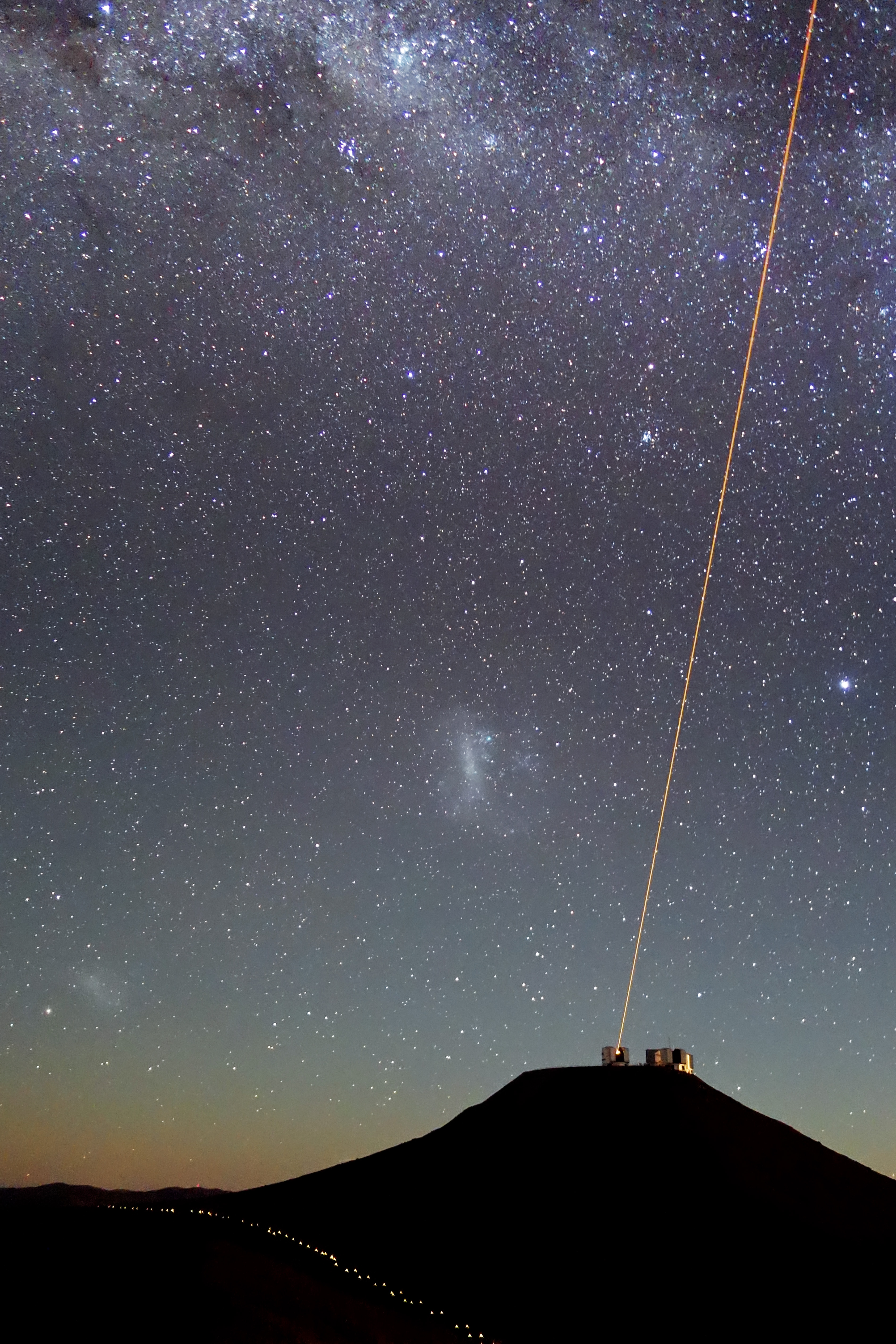
Amplificadores ópticos são usados para criar estrelas-guia de laser que fornecem feedback aos sistemas de controle óptico adaptativo que ajustam dinamicamente a forma dos espelhos nos maiores telescópios astronômicos.

Um amplificador óptico é um dispositivo que amplifica um sinal óptico diretamente, sem a necessidade de primeiro convertê-lo em um sinal elétrico. Pode ser considerado um laser sem cavidade óptica, ou um no qual a retroalimentação da cavidade é suprimida. Amplificadores ópticos são importantes na comunicação óptica e na física do laser. Eles são usados como repetidores ópticos em cabos de fibra óptica de longa distância que transportam grande parte dos links de telecomunicações do mundo.
Existem vários mecanismos físicos diferentes que podem ser usados para amplificar um sinal de luz, que correspondem aos principais tipos de amplificadores ópticos. Em amplificadores de fibra dopada e lasers em massa, a emissão estimulada no meio laser ativo do amplificador causa amplificação da luz incidente. Em amplificadores ópticos semicondutores (SOAs), ocorre a recombinação elétron-lacuna . Em amplificadores Raman, a dispersão Raman da luz incidente com fônons na rede do meio de ganho produz fótons coerentes com os fótons incidentes. Amplificadores paramétricos usam amplificação paramétrica.

## História
O princípio da amplificação óptica foi inventado por Gordon Gould em 13 de novembro de 1957. Ele entrou com o pedido de patente dos EUA US80453959A em 6 de abril de 1959, intitulado "Amplificadores de luz que empregam colisões para produzir inversões populacionais" (posteriormente alterado como uma continuação em parte e finalmente emitido como Patente E.U.A. 4,746,201A em 4 de maio de 1988). A patente cobria “a amplificação da luz pela emissão estimulada de fótons de íons, átomos ou moléculas em estado gasoso, líquido ou sólido”. No total, Gould obteve 48 patentes relacionadas ao amplificador óptico que cobriam 80% dos lasers no mercado no momento da emissão.
Gould foi cofundador de uma empresa de equipamentos de telecomunicações ópticas, a Optelecom Inc., que ajudou a fundar a Ciena Corp com seu antigo chefe de Light Optics Research, David Huber e Kevin Kimberlin. Huber e Steve Alexander da Ciena inventaram o amplificador óptico de dois estágios ( Patente E.U.A. 5,159,601 ) que foi a chave para o primeiro sistema de multiplexação por divisão de onda densa (DWDM), que eles lançaram em junho de 1996. Isto marcou o início da rede óptica. Sua importância foi reconhecida na época pela autoridade óptica, Shoichi Sudo e pelo analista de tecnologia, George Gilder em 1997, quando Sudo escreveu que os amplificadores ópticos “irão inaugurar uma revolução mundial chamada Era da Informação” e Gilder comparou o amplificador óptico ao circuito integrado em importância, prevendo que ele tornaria possível a Era Digital. Os sistemas WDM de amplificação óptica são a base comum de todas as redes de telecomunicações locais, metropolitanas, nacionais, intercontinentais e submarinas e a tecnologia de escolha para as redes de fibra óptica da Internet (por exemplo, os cabos de fibra óptica constituem a base das redes de computadores modernas).